# جيمس د. ووكر
جيمس د. ووكر (بالإنجليزية: James D. Walker)‏ هو قاضي ومحامي وسياسي أمريكي، ولد في 13 ديسمبر 1830 في كنتاكي في الولايات المتحدة، وتوفي في 17 أكتوبر 1906 في فايتفيل في الولايات المتحدة. حزبياً، نشط في الحزب الديمقراطي. وقد انتخب عضو مجلس الشيوخ الأمريكي.